# Jeux panaméricains de 2011
Navigation
Édition précédente Édition suivante
Les Jeux panaméricains de 2011, officiellement connus comme les  XVIe Jeux panaméricains (ou 16e Jeux panaméricains) constituent une compétition multisports internationale qui se tient du 14 au 30 octobre 2011 à Guadalajara, au Jalisco, au Mexique, accompagnés de plusieurs autres événements organisés dans les villes aux alentours incluant Ciudad Guzmán, Puerto Vallarta, Lagos de Moreno et Tapalpa.
Ils constituent également la plus grande compétition multisports de l'année, avec 6 003 participants venus de 41 nations et attendus pour participer à 36 différents types de sport. Les Jeux panaméricains de 2011 sont les troisièmes Jeux se déroulant au Mexique et les premiers se déroulant au Jalisco. Auparavant, le Mexique avait organisé les Jeux panaméricains de 1955 et de 1975 à Mexico.

## Sélection de la ville hôte
| \| Guadalajara \| Localisation de Guadalajara au Mexique |
| Guadalajara                                              |

Guadalajara soumet en vain sa candidature pour l'organisation les Jeux panaméricains de 2003 mais perd contre Saint-Domingue. La ville est seule candidate à l'organisation des Jeux de 2011. Guadalajara est sélectionnée par l'Organisation sportive panaméricaine le 2 juin 2006 lors de sa 44e assemblée générale à Buenos Aires.

## Nations participantes

41 nations participent aux Jeux.
Pays participants.

| - Antigua-et-Barbuda (ANT) - Antilles néerlandaises (PASO) - Argentine (ARG) - Aruba (ARU) - Bahamas (BAH) - Barbade (BAR) - Belize (BIZ) - Bermudes (BER) - Bolivie (BOL) - Brésil (BRA) - Canada (CAN) - Chili (CHI) - Colombie (COL) - Costa Rica (CRC) | - Cuba (CUB) - Dominique (DMA) - Équateur (ECU) - Salvador (ESA) - États-Unis (USA) - Grenade (GRN) - Guatemala (GUA) - Guyana (GUY) - Haïti (HAI) - Honduras (HON) - Îles Caïmans (CAY) - Îles Vierges britanniques (IVB) - Îles Vierges des États-Unis (ISV) - Jamaïque (JAM) | - Mexique (MEX) - Nicaragua (NCA) - Panama (PAN) - Paraguay (PAR) - Pérou (PER) - Porto Rico (PUR) - République dominicaine (DOM) - Saint-Christophe-et-Niévès (SKN) - Saint-Vincent-et-les-Grenadines (VIN) - Sainte-Lucie (LCA) - Suriname (SUR) - Trinité-et-Tobago (TRI) - Uruguay (URU) - Venezuela (VEN) |

## Déroulement

### Cérémonie d'ouverture
La cérémonie d'ouverture prend place le 14 octobre 2011, à 8:00 pm CDT (01:00 UTC, 15 octobre) à l'Estadio Omnilife, Guadalajara, Jalisco, Mexique. Les 41 membres de l'Organisation sportive panaméricaine sont présents.

### Épreuves

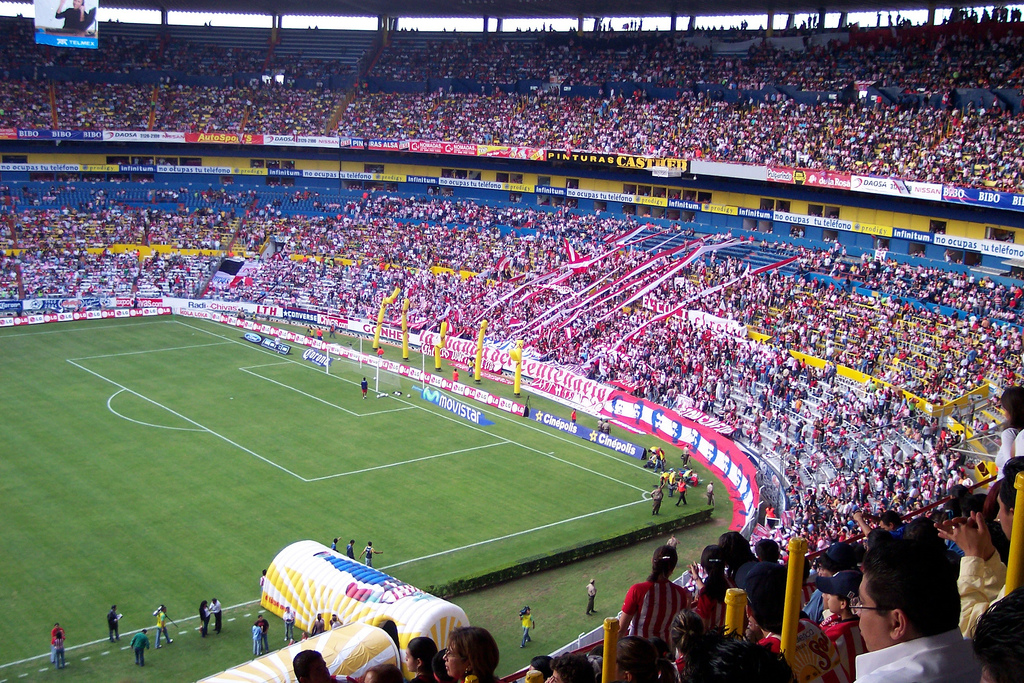
Stade de Jalisco.

| - Athlétisme - Aviron - Badminton - Baseball - Basket-ball - Beach-volley - Bowling - Boxe - Canoë-kayak - Cyclisme - BMX - Cyclisme sur route - Cyclisme sur piste - VTT - Équitation - Escrime - Football | - Gymnastique - Gymnastique - Gymnastique rythmique - Trampoline - Haltérophilie - Handball - Hockey sur gazon - Judo - Karaté - Lutte - Sports aquatiques - Natation - Natation synchronisée - Plongeon - Water-polo | - Pelote basque - Pentathlon moderne - Racquetball - Rugby à 7 - Ski nautique - Softball - Squash - Taekwondo - Tennis - Tennis de table - Tir sportif - Tir à l'arc - Triathlon - Voile - Volley-ball - Golf (Sport de démonstration) |

### Tableau des médailles
Ci-dessous est présenté le classement des médailles des Jeux panaméricains de 2011. Ce tableau est trié par défaut selon le nombre de médailles d'or, puis, en cas d'égalité, selon le nombre de médailles d'argent, et enfin selon le nombre de médailles de bronze. En cas d'égalité parfaite, la convention est de lister les pays par ordre alphabétique.
- Pays organisateur

| Rang  | Nation                     | Or  | Argent | Bronze | Total |
| ----- | -------------------------- | --- | ------ | ------ | ----- |
| 1     | États-Unis                 | 92  | 79     | 65     | 236   |
| 2     | Cuba                       | 58  | 35     | 43     | 136   |
| 3     | Brésil                     | 48  | 35     | 58     | 141   |
| 4     | Mexique                    | 42  | 41     | 50     | 133   |
| 5     | Canada                     | 30  | 40     | 49     | 119   |
| 6     | Colombie                   | 24  | 25     | 35     | 84    |
| 7     | Argentine                  | 21  | 19     | 35     | 75    |
| 8     | Venezuela                  | 12  | 27     | 33     | 72    |
| 9     | République dominicaine     | 7   | 9      | 17     | 33    |
| 10    | Équateur                   | 7   | 8      | 9      | 24    |
| 11    | Guatemala                  | 7   | 3      | 5      | 15    |
| 12    | Porto Rico                 | 6   | 8      | 8      | 22    |
| 13    | Chili                      | 2   | 17     | 24     | 43    |
| 14    | Jamaïque                   | 1   | 5      | 1      | 7     |
| 15    | Bahamas                    | 1   | 1      | 1      | 3     |
| 15    | Îles Caïmans               | 1   | 1      | 1      | 3     |
| 17    | Antilles néerlandaises     | 1   | 0      | 1      | 2     |
| 18    | Costa Rica                 | 1   | 0      | 0      | 1     |
| 19    | Uruguay                    | 0   | 3      | 2      | 5     |
| 20    | Pérou                      | 0   | 2      | 5      | 7     |
| 21    | Trinité-et-Tobago          | 0   | 2      | 2      | 4     |
| 22    | Saint-Christophe-et-Niévès | 0   | 2      | 0      | 2     |
| 23    | Salvador                   | 0   | 1      | 0      | 1     |
| 24    | Barbade                    | 0   | 0      | 2      | 2     |
| 24    | Bolivie                    | 0   | 0      | 2      | 2     |
| 24    | Paraguay                   | 0   | 0      | 2      | 2     |
| 27    | Dominique                  | 0   | 0      | 1      | 1     |
| 27    | Guyana                     | 0   | 0      | 1      | 1     |
| 27    | Panama                     | 0   | 0      | 1      | 1     |
| Total | Total                      | 361 | 363    | 453    | 1177  |